# Вентурино, Лоренцо
Лоренцо Вентурино (итал. Lorenzo Venturino; родился 22 июня 2006, Генуя, Италия) — итальянский футболист, вингер клуба «Дженоа».

## Клубная карьера
Воспитанник «Аренцано», в 2014 году Лоренцо Вентурино присоединился к академии «Дженоа». В сезоне 2023/24 вместе с клубом выиграл чемпионат Италии до 18 лет. 17 января 2025 года дебютировал за основную команду «Дженоа», выйдя на замену в матче Серии A против «Ромы».

## Карьера в сборной
Выступал за сборную Италии до 19 лет.